# Población de Campos
Población de Campos település Spanyolországban, Palencia tartományban. Población de Campos Frómista, Piña de Campos, Amayuelas de Arriba, Revenga de Campos és Villovieco községekkel határos. Lakosainak száma 122 fő (2024).

## Népesség
A település népessége az elmúlt években az alábbi módon változott:
| Lakosok száma | 192  | 179  | 149  | 147  | 136  | 135  | 137  | 129  | 132  | 122  |
|               | 2001 | 2004 | 2007 | 2009 | 2012 | 2014 | 2017 | 2019 | 2022 | 2024 |